# 王守业 (军人)
王守业（1943年3月—）河南省叶县人，中国人民解放军海军中将，曾任中国人民解放军海军副司令员（2001年8月—2006年3月），中国人民解放军总后勤部基建营房部部长、全国人大代表。

## 生平

### 早年生涯
王守业出生于河南省叶县邓李乡庙李村的一个贫寒的农民家庭。出身贫寒的王守业读书很用功。1964年，21岁的王守业凭借着河南省高考总分第六名的成绩被天津大学录取，就读工业与民用建筑专业，1967年自天津大学土木建筑工程系毕业。
天津大学一直以“知名校友”王守业为荣，在王守业2001年8月晋升解放军海军副司令员时，天津大学发出贺信祝贺：
|                                                        | 在32年军旅生涯中，他怀着一颗献身国防、报效祖国、为母校争光的赤子之心，刻苦学习政治、军事、业务，经受了政治、思想、作风等方面的严格锻炼和考验，忘我而创造性地工作，业绩突出，为我军后勤基建营房事业的发展作出了很大贡献。 |
| ——天津大学学校网站祝贺校友王守业晋升解放军海军副司令员 | |

当校报问起王守业“一生最得意”和“最欣慰的事”时，王守业自豪地回答：
|                              | 美国有一个‘五角大楼’，中国有一个‘八一大楼’，我组织参加了中央军委‘八一大楼’的建设；美国有一个夏威夷，中国有一个牙龙湾，我组织领导了牙龙湾的建设。 |
| ——王守业答天津大学校报记者问 | |

### 军旅生涯
1968年，因中国人民解放军要从高等院校选拔一批优秀的毕业生，王守业由此进入陆军第38军。1968年9月到1989年9月，王守业起初在38军112师336团当兵，后来历任38军113师后勤部干事、北京军区后勤部基建营房部工程师、北京军区环保绿化委员会办公室主任等职务。1985年10月，王守业调进总后勤部基建营房部任团职助理员，不久担任总后勤部基建营房部营房管理处副处长（后改为副局长）等职务。1989年9月，王守业出任总后勤部基建营房部营房管理局局长，1993年7月出任总后勤部基建营房部副部长，1994年7月晋升少将军衔。1996年1月到2001年7月任总后勤部基建营房部部长。同时兼任全军房改领导小组办公室主任。2001年3月，中国人民解放军海军副司令员贺鹏飞病故，该职位出缺。2001年8月王守业出任中国人民解放军海军副司令员，分管后勤工作，又在2002年7月晋升海军中将军衔。
1996年至2001年，王守业担任总后勤部基建营房部部长、全军房改领导小组办公室主任期间，手中握有实权，并负责解放军全军第三代营房改造。自1997年至2001年，王守业以权谋私，不断利用基建大权贪污、收取建筑承包商的贿赂。在此期间有多人举报王守业贪腐问题，不过都没有回音。从1997年到2001年，在他作案的五年里，有四年被评为“优秀党员”、“优秀干部”，还立过二次三等功。
2015年1月，《炎黄春秋》杂志刊登了原总后勤部基建营房部部长张金昌少将的文章《我认识的贪官王守业》，其中披露，张金昌少将退休前半年时，连接七八封告状信，告王守业乱搞不正当男女关系。张金昌退休前两三个月，总后勤部政委周克玉找张金昌谈过一次话，说：“按规定到年龄都应退下来，但考虑到你们部的情况，军委让你继续工作，至少再干二年，因此你不要有短期行为，要有长期打算。”消息很快被王守业得知，王守业发动亲信给张金昌捣乱，造成总后勤部基建营房部机关的混乱。王守业还在总后勤部基建营房部政治部个别人的支持下，企图给他在中国人民解放军总后勤部建筑工程规划设计研究院任职的妻子提前两年晋升职务，结果被总后勤部基建营房部党委一名成员发现，当场被否定。部长张金昌对这种弄虚作假行为也进行了批评。
张金昌少将在退休前半年发现王守业道德品质有问题后，曾经多次向总后勤部领导反映王守业的问题，总后勤部领导经调查证实王守业不具备接班条件，乃商请总政治部从各大单位选调一人来接班。1995年六七月份，总后勤部部长傅全有找张金昌谈话说：“现在看来，群众对王守业的反映不小，你退休后他接班是不可能了，所以我们曾向总政提出，请在全军范围内选一个同志来接你的班。总政向我们提供了4个人选，南京的×××、兰州的×××、海军的×××、空军的×××，他们都当过营房部部长，现都是后勤副部长，让我们从中挑选。我们到总后政治部去考察了一下，认为都不太理想，不是年龄偏大，就是学历不够，所以一时还找不到人。”当时，张金昌给傅全有提供了一张可胜任的名单。那时，张金昌和中央军委副主席迟浩田正好都在医院查体，张金昌去看迟浩田，聊到王守业不能接班时，迟浩田让张金昌在字条上写下了张金昌推荐的接班人姓名。后来迟浩田曾跟张金昌说，他专门将该字条向有关部门做了交代。但当时王守业已和总后勤部政治部及中央军委有的领导“通过吃喝请送打得火热，实际上早已认定了，根本无法从外调进。”
为此，张金昌在退休前给中央军委写信，提出6条理由不同意王守业接班。中央军委副主席张震、刘华清将此事批给总后勤部部长傅全有，让傅全有调查后找张金昌谈谈。但那时傅全有正准备就任总参谋长，仅匆忙调查了王守业安排的几位局长，没能听到真实情况，调查不了了之。傅全有向张金昌宣布退休命令时，张金昌再次当面提出不同意王守业接班的意见，并当面批评了总后勤部政治部主任在干部政策上的“不公正、不公平、不公道”。在总后勤部基建营房部机关召开的全体干部大会上宣布张金昌退休的命令时，张金昌当着总后勤部领导、总后勤部政治部干部部领导、以及王守业本人的面明确表示：“但是我回想起来，这一辈子我最遗憾的一件事是，没有在退休前把我的接班人选好，请大家原谅。”
张金昌退休后，王守业未当上总后勤部基建营房部部长，但该部工作由王守业牵头。王守业在参加中央军委常务会议讨论营房议题时，利用老乡关系拉拢了中央军委主席江泽民的秘书贾廷安（也是叶县人）。此后贾廷安“竟以中央军委领导办公室的名义正式打电话给总后领导，要报王守业为营房部部长。1996年1月，军委正式任命王守业为总后基建营房部部长。”
据说当时中央军委有规定，凡在总部二级部正职岗位上任满5年不到退休年龄者，不是提上来，就是平调交流出去。王守业任总后勤部基建营房部部长4年后，便四处寻找门路升官。有人还提出将王守业提升为总后勤部副部长，但两次总后勤部党委会讨论时，均遭党委大多数成员否决。为此，总政治部还到总后勤部进行过考察，结果王守业是总后勤部二级部部长中倒数第二名。这时，正好海军副司令员贺鹏飞病故，职位空缺，王守业通过关系网，由总后勤部基建营房部部长直接升任海军副司令员。

### 情妇举报
王守业在北京包养了南京军区政治部前线文工团演员蒋雯。据蒋雯后来对张金昌少将说，到2005年，她和王守业已有六、七年的关系，蒋雯和王守业没有孩子，但曾为他堕胎。日子久了，蒋雯提出要和王守业结婚，然而王守业不同意，并在2005年左右开始躲避她。2005年7月15日，蒋雯到海军办公大楼门口堵到王守业，上前拦车。王守业急忙将她塞进车内，拉到北京郊外，让人威胁她离开王守业。蒋雯认为这是王守业用黑社会手段对付她，自己的人身安全受到威胁。
2005年7月20日左右，蒋雯打电话给张金昌少将说：“你是张部长吗？我们并不认识，但我想向你讲述一个王守业情人的故事，你如果想知道，我想见面告诉你。”于是他们约好某日在某宾馆见面。见面后，年龄约三十岁左右的蒋雯自我介绍说：“我叫杜×，在某公司党务部工作，我有一位最好的朋友托我找你的。”此后她讲述了这位“最好的朋友”（其实就是蒋雯自己）的上述经历。张金昌少将建议她给海军党委、总政、军委领导写信，如实反映情况，以保护她的人身安全。不久，海军纪检部某处长奉海军党委的指示，找到她详谈。她还给中共中央总书记、中央军委主席胡锦涛写了信。到了2005年9月，王守业的丑闻在总后勤部已传得沸沸扬扬，而且说法不一。张金昌少将乃约蒋雯见面，问她那位“最好的朋友”与海军纪检部的谈话情况。得知她已给胡锦涛写信后，张金昌少将建议她再给总政治部主任李继耐，总政治部纪检部，中央军委副主席郭伯雄、徐才厚写信。蒋雯照办。此后张金昌少将见该发的信都已发了，便不再过问。
王守业本应该在2006年6月正常卸任海军副司令员一职，然而他没有能够等到那一天，2006年3月就已经缺席中国的“两会”。
蒋雯向中央军委领导举报王守业，受到重视。此后，在查处王守业案的过程中，举报人蒋雯涉案深也受到调查。她拥有的房产、汽车等资产大多是王守业用贪赃所得款项置办，因此受到中央军事委员会纪律检查委员会扣押。王守业和他的情妇蒋雯的最终结局可以用“两败俱伤”来形容。

### 查处判刑
2005年10月25日，张金昌少将给总政治部主任李继耐并中央军委主席胡锦涛和3位副主席郭伯雄、曹刚川、徐才厚写信，从三方面揭露王守业在从总后勤部营房部到海军期间的犯罪行为：一是意料之中，二是罪有应得，三是彻查严办。此前10年中，由张金昌少将署名的数十封揭露王守业的信件分别写给中央军委、总政治部、总后勤部，但都石沉大海，仅有这最后一封信据说中央军委领导都看到了。
2005年国庆节后，王守业被“双规”。很快有人便动用大人物的关系给中央领导来电：“王守业的问题主要是生活作风问题，他也快到年龄了，放他一马，让他提前退休算了。”中央为顾全大局，几天后便将王守业放出。但王守业被放出后，公开声称组织审查他是错误的。在全军召开的工程会议上，王守业公开说：“我没有问题，他们弄错了，我这不是摆平了嘛！”
2005年12月，王守业提出到广东省珠海市休假，并准备在12月23日下午动身。2005年12月23日上午，王守业来到中国人民解放军海军司令部参加每日例会时，被中央军事委员会纪律检查委员会“双规”。这第二次“双规”是在在中共中央总书记胡锦涛亲自批示下开展的。2006年5月，中国人民解放军军事检察院介入对此案的调查。
经查明，王守业在升任中国人民解放军海军副司令员前，一直贪污公款。在其北京、南京的两处寓所中，查获人民币现金5200万、美元现钞250万。在其办公室私设小金库的账号内，有存款5000余万元人民币。另外王守业交待，他以发福利的名义，给同事分发近2000余万人民币公款。
王守业在任期内，先后花1200多万元人民币，包养分别来自南京军区政治部前线文工团、总政歌舞团、北京军区政治部战友文工团、中国人民解放军军事学院党委、总后勤部一办的5个情妇。
王守业的亲戚朋友在河南省郑州市注册了一家房地产公司，借用王守业的关系网赚钱。2006年5月，该公司也被卷入王守业案的调查中，至少两辆高级轿车遭到查封。从时间看，这正和中国人民解放军军事检察院介入王守业案的时间吻合。据悉，和王守业本人有牵连的多名河南籍包工头也受到调查。
2006年6月29日，新华社发布消息称王守业因“涉嫌经济犯罪”，已经被中央军委免去海军副司令员一职，王守业“本人也提请辞去全国人大代表的职务”，“海军本届军人代表大会决定接受其辞职请求”。发布的消息还称王守业“道德败坏”、“利用职权索贿、受贿”，“涉嫌严重违纪违法”。2006年6月29日，第十届全国人大常委会发布公告称，依照《中华人民共和国全国人民代表大会和地方各级人民代表大会代表法》规定，王守业的代表资格终止。随后王守业被正式批捕。
2006年4月10日，中国人民解放军军事法院对王守业贪污挪用公款案作出判决，王守业被判处死刑缓期两年执行，判决书指王守业在1997年至2001年担任中国人民解放军总后勤部基建营房部部长期间，贪污、挪用公款1.6亿元，是当时公布贪腐金额最高、职级最高的解放军将领。2006年12月14日，王守业贪污、挪用公款案在北京由最高人民法院作出二审判决，王守业被判处无期徒刑。
王守业案共涉及到中国人民解放军的少将四名，大校七名。其中五名被责令退伍，六名予以降级。

## 家庭
河南省叶县人民曾将他视为全县人民的骄傲。王家四兄弟在叶县当地很有名，王守业排行老大。王守业的主要亲属有：
- 父：王顺谦
- 二弟：王随安，庙李村支部书记。
- 三弟：王守印，在叶县交通局任职。
- 四弟：王新业，在邻乡的派出所担任民警。[2]

此前有报道称王守业和妻子育有两个女儿，而王守业和蒋雯育有一个私生子。但根据张金昌《我认识的贪官王守业》介绍，王守业和妻子育有三个孩子（二女一子）。王守业和蒋雯没有生育子女。